# جندي (بحرية)

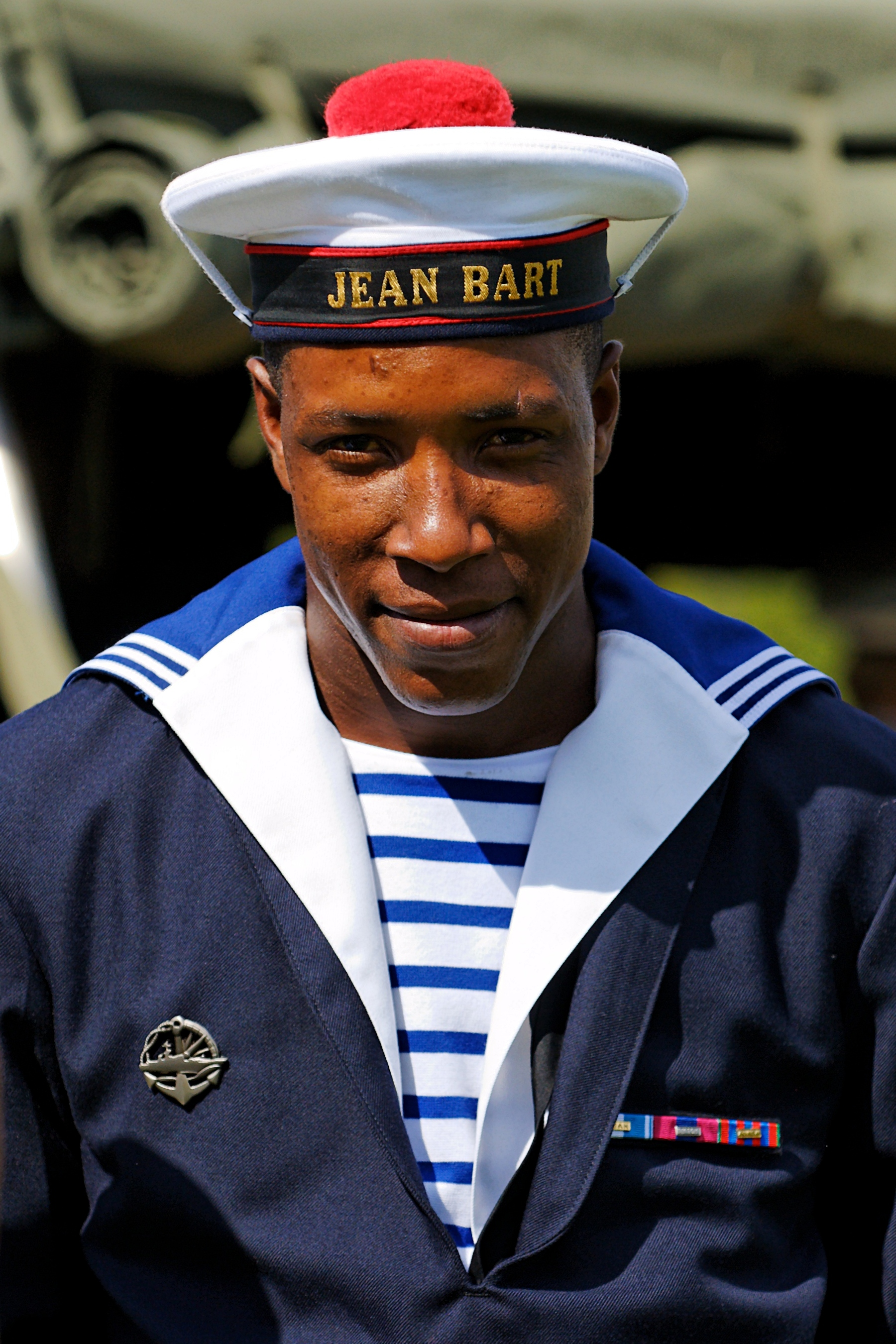
جندي (ماتيلوت) من الفرقاطة الفرنسية

جندي أو بحار هو رتبة عسكرية تستخدم في العديد من القوات البحرية في جميع أنحاء العالم. يندرج هذا التصنيف من فئة المبتدئين، ووفقًا للبحرية، فقد يكون ترتيبًا واحدًا بمفرده أو اسمًا مشتركًا بين عدة صفوف متماثلة من المبتدئين. 
في الكومنولث، هي أدنى رتبة في البحرية، بينما في الولايات المتحدة، تشير إلى أدنى ثلاثة صفوف من البحرية الأمريكية وخفر السواحل الأمريكية. ما يعادل البحار هو الماتيلوت  في البلدان الناطقة بالفرنسية، وماتروس في البلدان الناطقة بالألمانية. 

## أستراليا
البحرية الملكية الأسترالية تتميز برتبة جندي. 

## كندا
هناك 4 درجات من البحارة / الماتيلوت في البحرية الكندية الملكية: 

بحار عادي أو matelot de troisième classe
Able seaman أو matelot de deuxième classe
رائد بحار أو matelot de première classe
سيد البحار أو طاه matelot

 رتبة سيد البحار فريدة من نوعها لأنه تم إنشاؤه فقط للبحرية الكندية. لا يتبع التقليد البريطاني للرتب الكندية الأخرى. وهو يتوافق مع رتبة العريف/caporal-chef. 

## استونيا
Madrus هو أدنى رتبة في البحرية الإستونية. وهو ما يعادل OR-1 في الناتو. 

## ألمانيا

لوح كتف لأحد البحارة الألمان (matrose)

الرتبة الألمانية «بحار» ((بالألمانية: Matrose)‏ هو أدنى رتبة لمندين للبحرية الألمانية. وهو ما يعادل OR1 في حلف الناتو بدرجة A3 في قواعد الأجور في وزارة الدفاع الاتحادية. 

## اليونان
هناك درجة واحدة من البحارة في البحرية اليونانية. 

## إندونيسيا
في البحرية الإندونيسية، يشار إلى هذا التصنيف باسم " kelasi ". هناك ثلاثة مستويات من هذا التصنيف في البحرية الإندونيسية وهي: «مجند بحار» (kelasi dua)، «بحار متدرب» (kelasi satu)، و «مجند» (kelasi kepala)، وبالتالي فإن نظام التصنيف يعكس المستوى المستخدم في البحرية الأمريكية. 

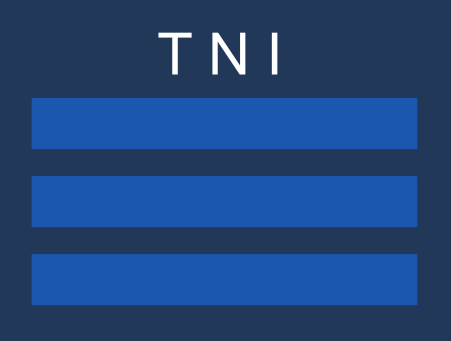
رتبة جندي البحرية الاندونيسية

## اليابان
انظر الرتب العسكرية وشارات قوات الدفاع الذاتي اليابانية

## الولايات المتحدة الأمريكية

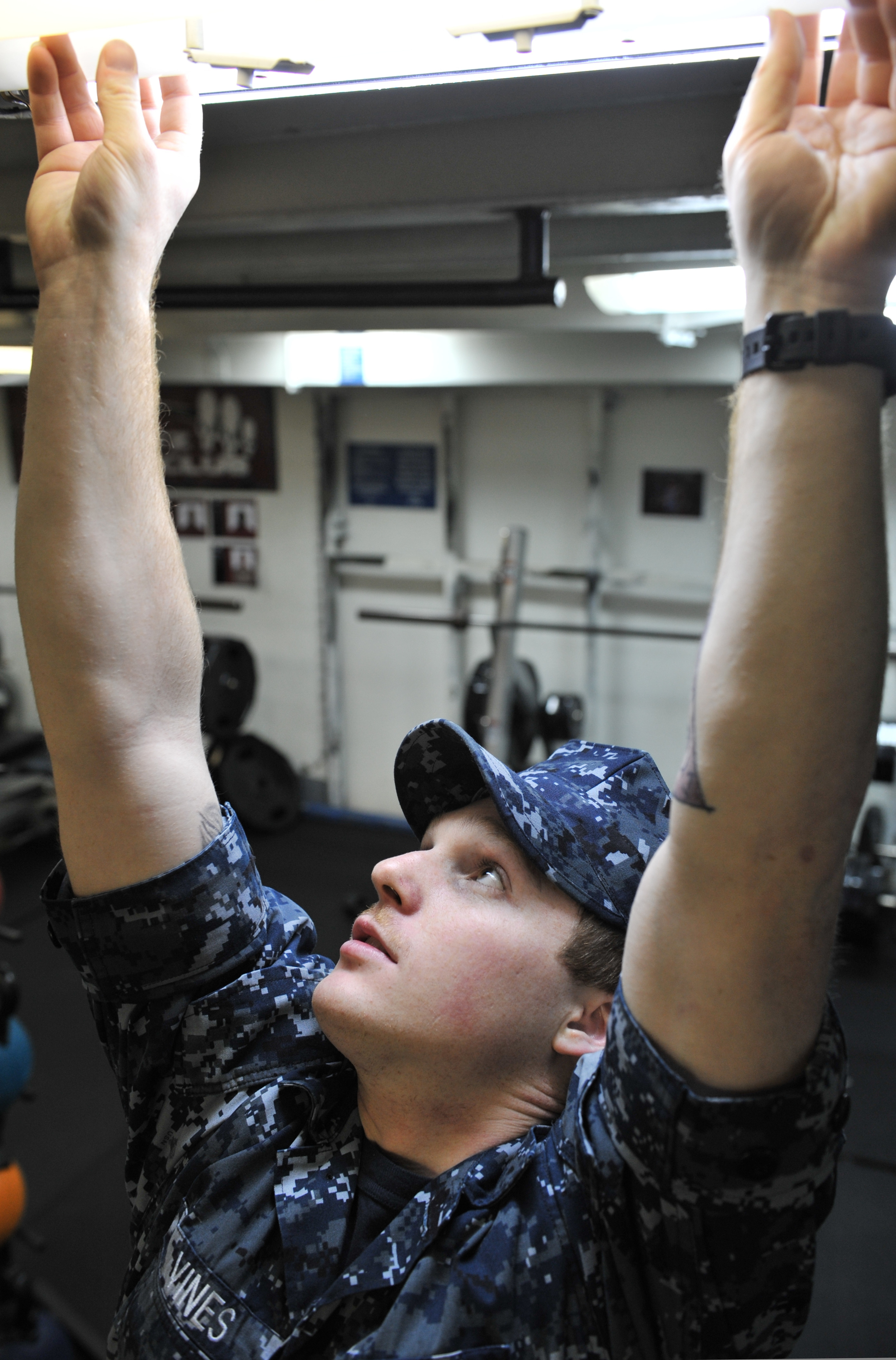
بحار في البحرية الأمريكية يعمل على متن حاملة الطائرات يو إس إم نيميتز